# Мукаи, Осаму
Осаму Мукаи (яп. 向井 理, 7 февраля 1982, Иокогама, Япония) — японский актёр. Часто снимается в комедиях, драмах, мелодрамах, молодёжных телесериалах, поставленных по мотивам популярных аниме и манги.

## Биография
Учился в Университете Мэйдзи на факультете Сельского хозяйства по специальности генная инженерия. Совмещал учёбу с работой бармена.

## Фильмография
| Актёр | Это заготовка статьи об актёре или актрисе. Помогите Википедии, дополнив её. |

|  | В другом языковом разделе есть более полная статья Osamu Mukai (англ.). Вы можете помочь проекту, расширив текущую статью с помощью перевода |